# Vercoutere

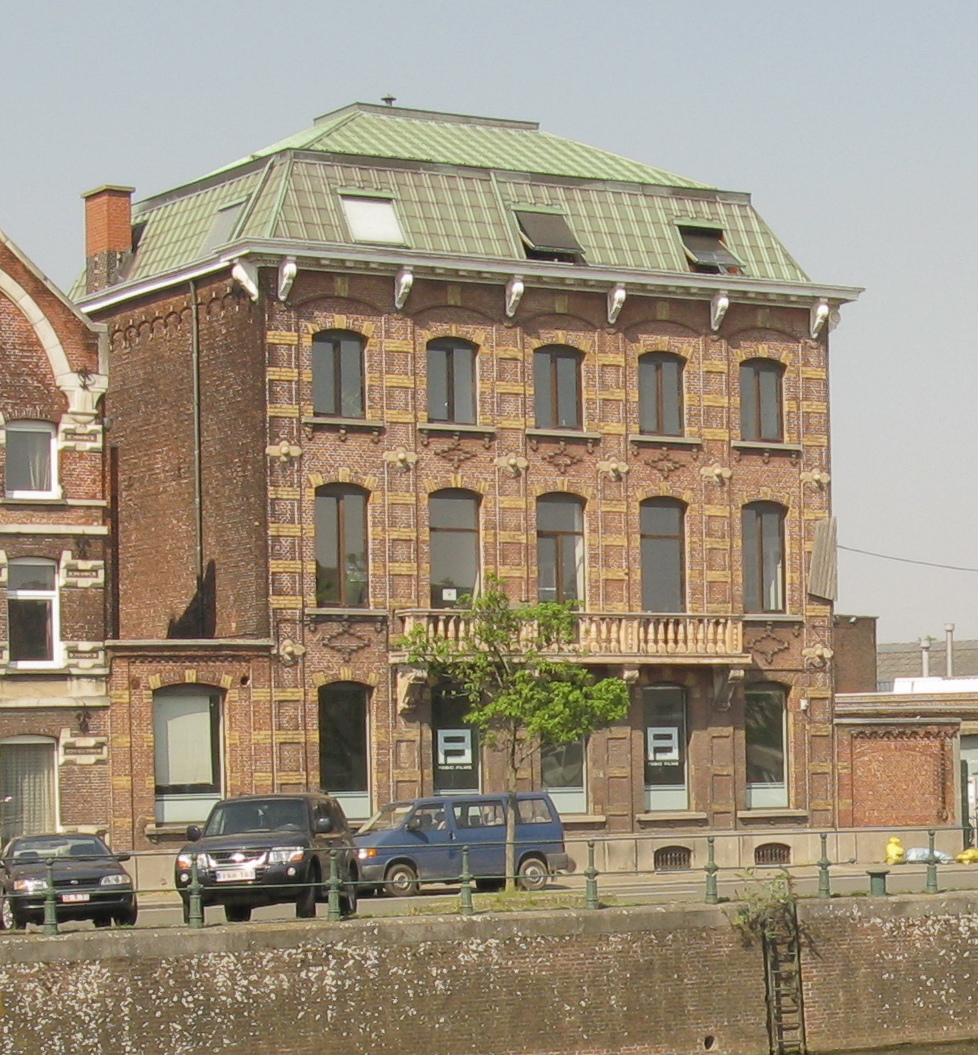
Directeurswoning Vercoutere

Vercoutere is een voormalige textielfabriek aan de Nieuwevaart 117-118 in Gent. De fabriek verwerkte textielafval, met name de korte afvalvezels die vrijkomen bij het zwingelen van vlas en hennep. 
Het bedrijf werd opgericht rond 1880 door Théophile Vercoutere. Hij was ook medeoprichter van de nabijgelegen Filature du Rabot, waar de fabriek Vercoutere een tijdlang deel van uitmaakte.
In het eerste decennium van de 20e eeuw werden de fabrieksgebouwen meermaals uitgebreid. De fabriek is vooral te herkennen aan de statige directeurswoning. Daar achter liggen verschillende fabriekspanden, magazijnen, een machinekamer en een ketelhuis.
In de jaren 1980 stopte de textielactiviteit op deze locatie. Door de jaren heen namen tal van bedrijven en culturele organisaties er hun intrek. Zo herbergen de fabrieksgebouwen en magazijnen anno 2021 verschillende kantoren, bedrijven, winkels en het theater De Waanzin.